# Disciple (christianisme)
Pour un article plus général, voir Disciple.

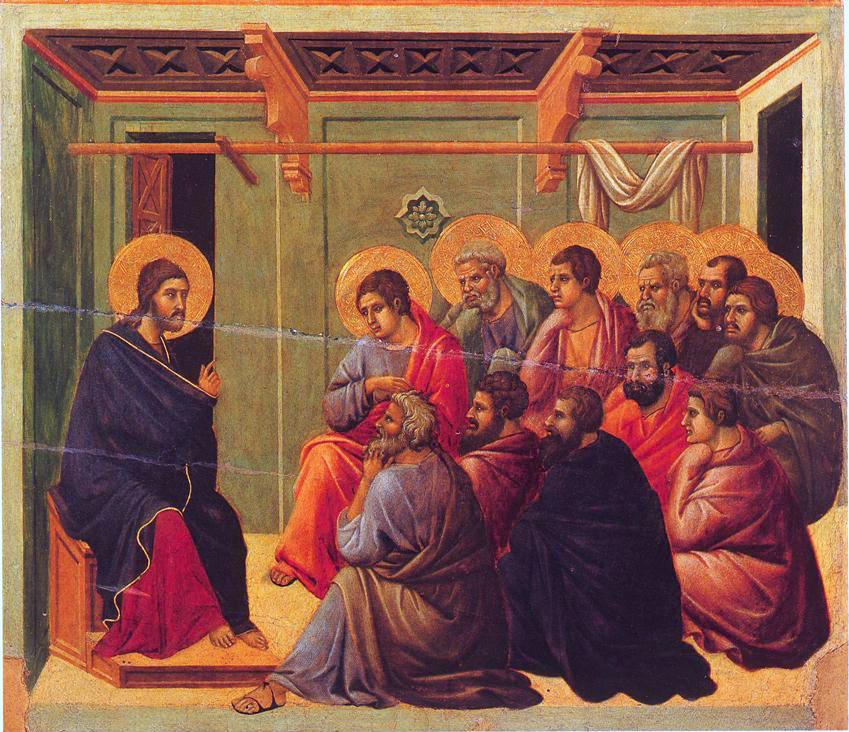
Jésus délivrant son discours d'adieux à ses disciples (Évangile de Jean, chapitres 14 à 17), peinture de la Maestà, de Duccio, 1308-1311.

Dans le christianisme, un disciple est une personne qui accompagne Jésus pendant son ministère. Ce terme est utilisé dans le Nouveau Testament, uniquement dans les évangiles et dans les Actes des apôtres. Plus généralement dans le monde antique, le terme désigne l’élève d'un maître philosophique ou spirituel. À la différence d'un étudiant, le disciple suit un apprentissage en théorie et en pratique auprès du maître par imitation du maître et de sa vie,.
Le Nouveau Testament garde trace de nombreux disciples de Jésus. Certains se sont vu confier une mission, comme les Douze dans l'Évangile de Matthieu au chapitre 10, les soixante-dix dans l'Évangile de Luc au chapitre 10, ou l'ensemble des disciples appelés à la Grande mission après la résurrection de Jésus, dans l'Évangile de Matthieu au chapitre 28, faisant d'eux des apôtres, chargés de proclamer l'évangile (c'est-à-dire la Bonne Nouvelle ) au monde. Jésus a souligné qu'être ses disciples coûterait cher, par exemple dans l'Évangile de Luc au chapitre 14, verset 33.

## Origine du terme

### Étymologie
Le terme "disciple" représente le mot grec mathētḗs ( μαθητής ) , qui signifie généralement « celui qui s'engage dans l'apprentissage par l'instruction d'un autre, élève, apprenti » ou, dans un contexte religieux, comme celui de la Bible, « celui qui est assez constamment associé à quelqu'un qui a une réputation pédagogique ou un ensemble particulier de points de vue, disciple, adhérent ». Le mot "disciple" entre dans l'usage par le biais du latin discipulus signifiant un apprenant, mais avec un sens proche du mot grec mathētḗs, distinct du terme plus courant "étudiant".

### Distinction entre disciple et apôtre
Un disciple est différent d'un apôtre, qui désigne plutôt un messager, plus précisément « des messagers au statut extraordinaire, en particulier de messager de Dieu, envoyé ». Alors qu'un disciple est quelqu'un qui étudie et apprend sous la direction d'un maître philosophique ou spirituel, un apôtre est celui qui est envoyé comme missionnaire pour proclamer la Bonne Nouvelle et établir de nouvelles communautés de croyants.

## Définition et contenu du discipulat

### «S'aimer les uns les autres»
Une définition du disciple est donnée par Jésus dans Jn 13,34-35 : « Je vous donne un commandement nouveau : Aimez-vous les uns les autres ; comme je vous ai aimés, vous aussi, aimez-vous les uns les autres. À ceci tous connaîtront que vous êtes mes disciples, si vous avez de l'amour les uns pour les autres » (traduction Louis Segond).
Une définition plus détaillée de Jésus peut être trouvée dans l'Évangile de Luc, au chapitre 14. Commençant par déjouer un piège test tendu par ses adversaires concernant l'observance du sabbat juif, Jésus profite de l'occasion pour exposer les problèmes liés à la religiosité de ses adversaires contre son propre enseignement au travers d'une série de comparaisons provocatrices entre diverses réalités socio-politiques et le fait de devenir son disciple.

### «Soyez transformé»
Les évangiles canoniques, les Actes et les épîtres pauliniennes exhortent les disciples à être des imitateurs de Jésus-Christ ou de Dieu lui-même (par exemple dans la Première épître aux Corinthiens, chapitre 11, verset 1 : « Soyez mes imitateurs, comme je le suis moi-même de Christ ». Être des imitateurs exige une obéissance illustrée par un comportement moral. Avec cette base biblique, la théologie chrétienne enseigne que le discipulat implique la transformation de sa vision du monde et de ses pratiques de la vie pour adopter celles de Jésus-Christ.
L'apôtre Paul a mis l'accent sur la transformation comme condition préalable au discipulat lorsqu'il a écrit que les disciples ne doivent « pas se conformer à ce monde », mais doivent « être transformés par le renouvellement de [leurs] esprits » afin qu'ils « puissent discerner quelle est la volonté de Dieu — ce qui est bon, acceptable et parfait ». Par conséquent, un disciple n'est pas simplement un accumulateur d'informations ou quelqu'un qui change simplement de comportement moral conformément aux enseignements de Jésus-Christ, mais quelqu'un qui recherche une transformation radicale vers l'éthique de Jésus-Christ de toutes les manières, y compris sa dévotion complète à Dieu.
Dans plusieurs traditions chrétiennes, le processus pour devenir disciple est appelé "Imitation du Christ", selon le terme employé dans les épîtres pauliniennes : « soyez des imitateurs de Dieu » (Ep 5,1) et « soyez mes imitateurs, comme je le suis de Christ » (1Co 11,1). L'Imitation du Christ de Thomas a Kempis a promu ce concept au XIVe siècle.

### La Grande mission
La pratique du prosélytisme, qui consiste à gagner de nouveaux disciples, est omniprésente dans le christianisme. Dans Matthieu, au début du ministère de Jésus, lorsqu'il appelle ses premiers disciples - Simon, Pierre et André - il leur dit : « Suivez-moi et je ferai de vous des pêcheurs d'hommes » (Mt 4,19). Puis, à la toute fin de son ministère, Jésus institue la Grande mission, ordonnant à toutes les personnes présentes « d'aller et faire de toutes les nations des disciples, de les baptiser au nom du Père, du Fils et du Saint-Esprit, et de leur apprendre à observer tout ce que je vous ai prescrit » (Mt 28,19-20a).

### Rompre avec sa famille et ses biens
Jésus a appelé les disciples à abandonner leurs richesses et leurs liens familiaux. Dans une société juive où la famille était la source d'identité de l'individu, y renoncer signifiait pratiquement perdre son identité. Dans l'Évangile de Luc, chapitre 9, versets 58 à 62, et à nouveau au chapitre 14, versets 26 à 34, Jésus utilise des métaphores hyperboliques pour souligner l'importance de rompre les liens qui freineraient l'engagement du disciple dans sa nouvelle vie. Il existe différentes interprétations de ce texte sur le calcul du coût de la formation de disciple.

## Quelques disciples particuliers

### «Les Douze»
Les « douze Apôtres », ou, par ellipse les « Douze » sont douze disciples choisis par Jésus au début de son ministère. Ils sont appelés « apôtres » dans l'Évangile selon Luc (Lc 6,13). Ce sont à la fois ses premiers disciples, et un groupe qui se maintient dans le temps jusqu'après la Crucifixion à l'exception de Judas (Mt 28,16), même s'il est fait allusion, au cours du ministère de Jésus, à un nombre plus élevé de disciples, par exemple aux soixante-dix disciples envoyés en mission (Lc 10,1), comme à ceux qui sont évoqués dans les paragraphes qui suivent. 
Leur liste nominative est donnée quatre fois dans le Nouveau Testament : dans les trois évangiles synoptiques — l'Évangile selon Matthieu (Mt 10,2–4), l'Évangile selon Marc (Mc 3,16–19) et l'Évangile selon Luc (Lc 6,14–16) — et dans les Actes des apôtres (Ac 1,13). Les quatre listes concordent, à quelques détails près, et les exégètes les groupent deux par deux. Toutes comportent douze noms, quelques-uns des apôtres étant distingués des autres par des surnoms. Toutes nomment Simon, dit Pierre, en tête et Judas l'Iscariote, en dernier. Toutes semblent classer les apôtres selon un ordre décroissant de préséance, qui traduirait leur autorité respective dans l'Église primitive, bien que des polémiques opposent certains disciples pour savoir qui est le plus grand et qui sera assis à la droite et à la gauche de Jésus dans le Royaume des cieux (Mt 20,20 et Mc 10,35). Simon est dit « le Cananéen » par Matthieu et Marc ; et le Zélote par Luc et les Actes. Jude, dit de Jacques par Luc et les Actes, est identifié à Thaddée, cité par Matthieu et Marc. Si l'Évangile selon Jean ne donne pas de liste nominative des apôtres, il en reconnaît bien douze. Il ne nomme jamais explicitement Matthieu, ni Barthélemy, Jacques le Mineur et Simon le Zélote. En revanche, il mentionne Nathanaël, nom absent des synoptiques, assimilé par la tradition à Barthélemy.

### Les femmes disciples
Dans Lc 10,38-42, Marie, sœur de Lazare, est opposée à sa sœur Marthe, qui était « embarrassée de beaucoup de choses » alors que Jésus était leur hôte, et que Marie avait choisi « la meilleure part », celle d'écouter le maître. Jean la nomme comme « celle qui avait oint le Seigneur avec de l'huile parfumée et séché ses pieds avec ses cheveux » (11,2). Dans Luc, un "pécheur" non identifié dans la maison d'un pharisien oint les pieds de Jésus. Luc fait référence à un certain nombre de personnes accompagnant Jésus et les Douze. Parmi eux, il nomme trois femmes : « Marie, appelée Madeleine, (…) et Jeanne, femme de l'intendant d'Hérode Chouza, et Suzanne, et beaucoup d'autres, qui les ont nourries de leurs ressources » (Lc 8,2-3). Marie Madeleine et Jeanne font partie des femmes qui sont allées préparer le corps de Jésus dans le récit de la Résurrection de Luc, et qui ont ensuite parlé aux apôtres et aux autres disciples du tombeau vide et des paroles des « deux hommes aux vêtements éblouissants ». Marie Madeleine est la plus connue des disciples en dehors des Douze. Plus est écrit dans les évangiles à son sujet que les autres disciples féminins. Il y a aussi un grand nombre de traditions et de littérature qui la couvrent.
Les autres évangiles diffèrent quant aux femmes témoins de la Crucifixion et témoins de la Résurrection. Marc nomme Marie, la mère de Jacques et de Salomé (à ne pas confondre avec Salomé, la fille d'Hérodias) comme présente à la Crucifixion et Salomé au tombeau. Jean inclut Marie, la femme de Cléophas, à la Crucifixion.

### Cléophas et son compagnon sur le chemin d'Emmaüs
Dans l'Évangile de Luc, Cléophas est l'un des deux disciples à qui le Seigneur ressuscité apparaît à Emmaüs (Lc 24,18). Cléophas marche avec un disciple de Jésus resté anonyme de Jérusalem à Emmaüs le jour de la Résurrection de Jésus. Les deux hommes discutent des événements des derniers jours lorsqu'un étranger leur demande de quoi ils parlent. L'inconnu est invité à les rejoindre pour le repas du soir. Là, l'étranger se révèle, en bénissant et en rompant le pain, comme Jésus l'avait fait, avant de disparaitre. Cléophas et son ami se précipitent à Jérusalem pour porter la nouvelle aux autres disciples, et y découvrent que Jésus y était également apparu (et le fera encore).

## Mouvements religieux qui se réclament du discipulat

### Bonhoeffer et l’Église confessante allemande
Dans un ouvrage paru en 1937, alors qu'il est directeur du séminaire semi-clandestin de formation théologique et pastorale de l’Église confessante allemande, Dietrich Bonhoeffer développe une réflexion sur le Sermon sur la montagne et sur l’appel de Jésus aux disciples : « Toi, suis-moi ». Cet ouvrage intitulé Le prix de la grâce met l'accent sur le discipulat qui est attendu de chaque chrétien, personnellement appelé à suivre Jésus. Ce mot de "suivre" forme même le titre original du livre Nachfolge (« suite » ou « suivance »). Cette obéissance à Jésus s'oppose notamment à l'obéissance exigée à l'époque par le régime allemand à l'idéologie nazie.

### Discipleship Movement
Le Discipleship Movement (aussi appelé Shepherding Movement) a été un mouvement influent et controversé au sein de certaines Églises britanniques et américaines, au cours des années 1970 et au début des années 1980. La doctrine du mouvement mettait l'accent sur la notion de "l'un l'autre" du Nouveau Testament et sur la relation de mentorat prescrite par l'apôtre Paul dans 2Ti 2,2 . Le mouvement a été controversé car il a acquis une réputation de comportement de contrôle abusif, à cause de son insistance forte sur l'importance de l'obéissance à son "Berger". et il a été dénoncé par plusieurs de ses fondateurs. Malgré cela, le mouvement subsiste encore aujourd'hui.

### Radical discipleship
Le radical discipleship movement (mouvement du discipulat radical) est un mouvement de théologie pratique qui a émergé d'un désir de suivre le vrai message de Jésus et d'un mécontentement à l'égard du christianisme traditionnel. Les chrétiens radicaux, tels que Ched Myers (en) et Lee Camp, croient que le christianisme traditionnel s'est éloigné de ses origines, à savoir les principaux enseignements et pratiques de Jésus, tels que tendre l'autre joue et rejeter l'attachement aux biens matériels,. Le mot radical, dérivé du mot latin radix signifiant "racine", fait référence au besoin d'une réorientation perpétuelle vers les vérités fondamentales du discipulat chrétien.

## Source
- (en) Cet article est partiellement ou en totalité issu de l’article de Wikipédia en anglais intitulé « Disciple (Christianity) » (voir la liste des auteurs).

### Article lié
- Disciple